# ملانی اسمیت (هنرپیشه زن)
ملانی اسمیت (انگلیسی: Melanie Smith؛ زادهٔ ۱۶ دسامبر ۱۹۶۲) یک هنرپیشه اهل ایالات متحده آمریکا است.
او در فیلم ترنسرها ۳ بازی کرده‌است.